# I'd Rather Be In Japan
Albums par Anti-Flag
North America Sucks!!
(1996) The Dread / Anti-Flag
(1998)
I'd Rather Be In Japan est un EP du groupe de punk rock Anti-Flag, split avec le groupe Obnoxious, sorti en 1997 sur 7".

## Liste des pistes
| 1. | Class Plague                      | Anti-Flag |  |
| 2. | Thier System Doesn't Work For You | Anti-Flag |  |
| 3. | Go To Hell                        | Obnoxious |  |
| 4. | Fuck You Fucking All              | Obnoxious |  |

## Source de la traduction
- (it) Cet article est partiellement ou en totalité issu de l’article de Wikipédia en italien intitulé « I'd Rather Be in Japan » (voir la liste des auteurs).